# Cmentarz żydowski w Wielopolu Skrzyńskim
Cmentarz żydowski w Wielopolu Skrzyńskim – kirkut społeczności żydowskiej niegdyś zamieszkującej Wielopole Skrzyńskie. Nie wiadomo kiedy dokładnie powstał, być może było to w XIX wieku. Został zniszczony podczas II wojny światowej. Zachowały się dwie macewy. Na początku lat 90. XX wieku cmentarz został uporządkowany i ustawiono na nim tablicę pamiątkową.